# Mộc lan Hoàng Sơn
Mộc lan Hoàng Sơn (danh pháp hai phần: Magnolia cylindrica) là một loài thực vật thuộc họ Magnoliaceae. Đây là loài đặc hữu của Trung Quốc. Tên gọi của nó đặt theo dãy núi Hoàng Sơn ở tỉnh An Huy. Loài mộc lan này sinh sống tại các tỉnh An Huy, Phúc Kiến, Giang Tây, Chiết Giang. Mọc thành bụi hay trong các khu rừng thưa từ độ cao 700 m tới 1.700 m.

## Hình ảnh

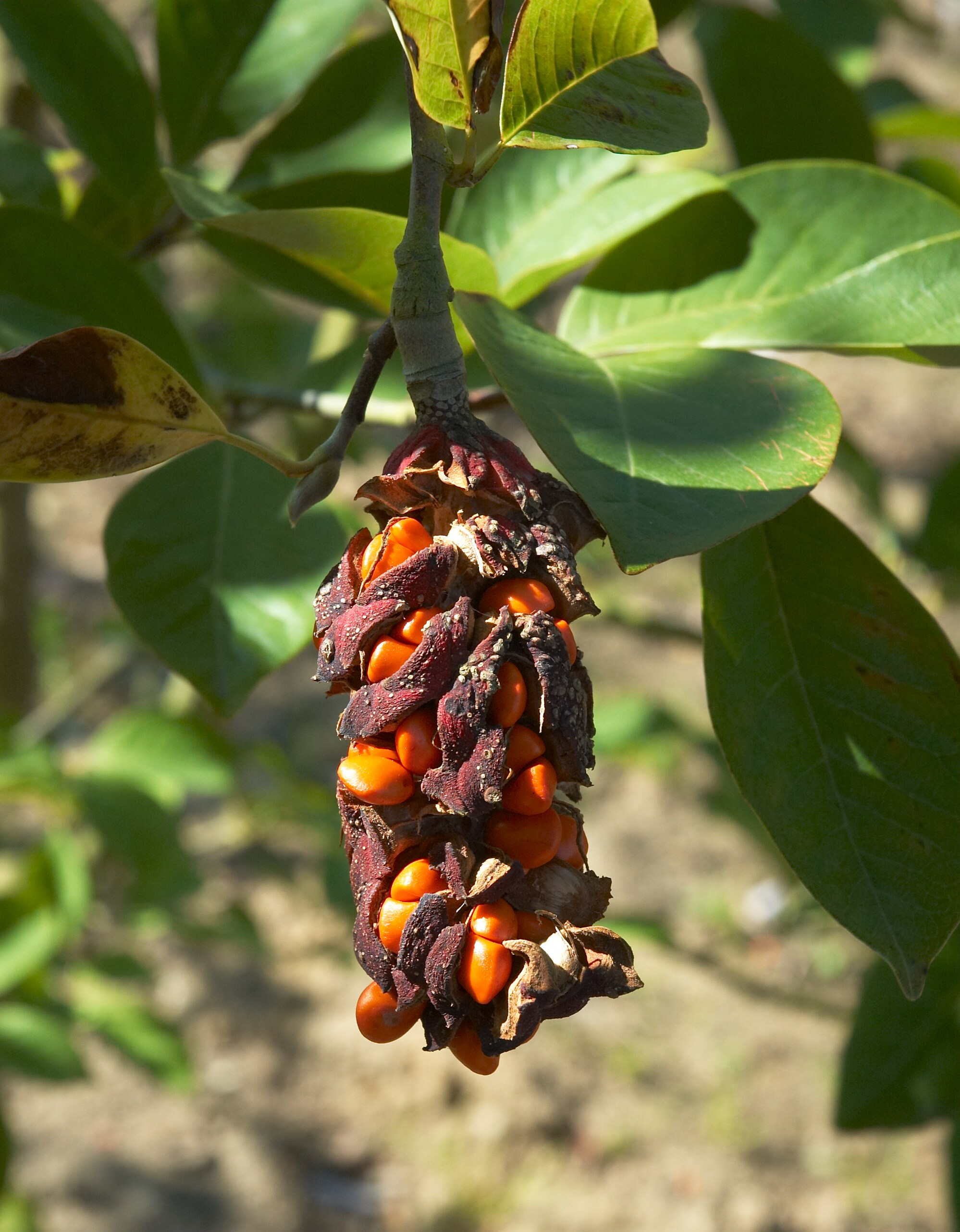
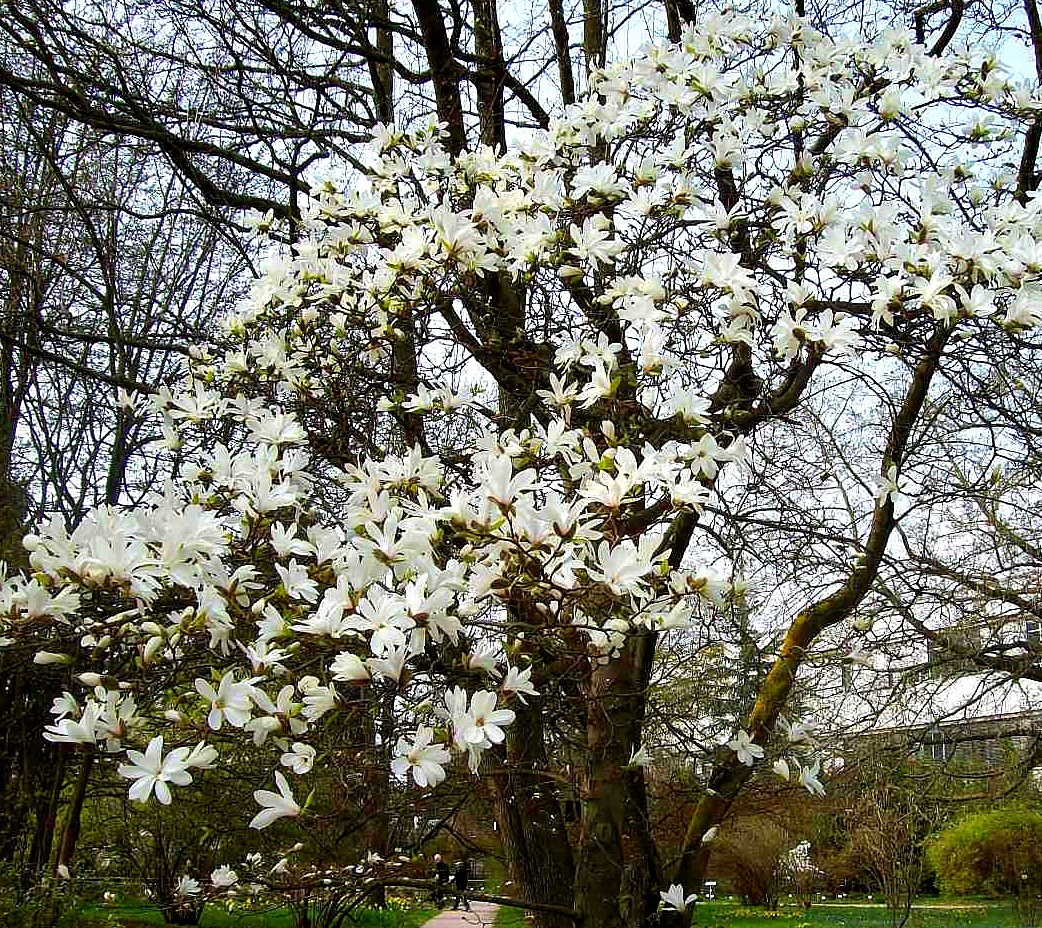
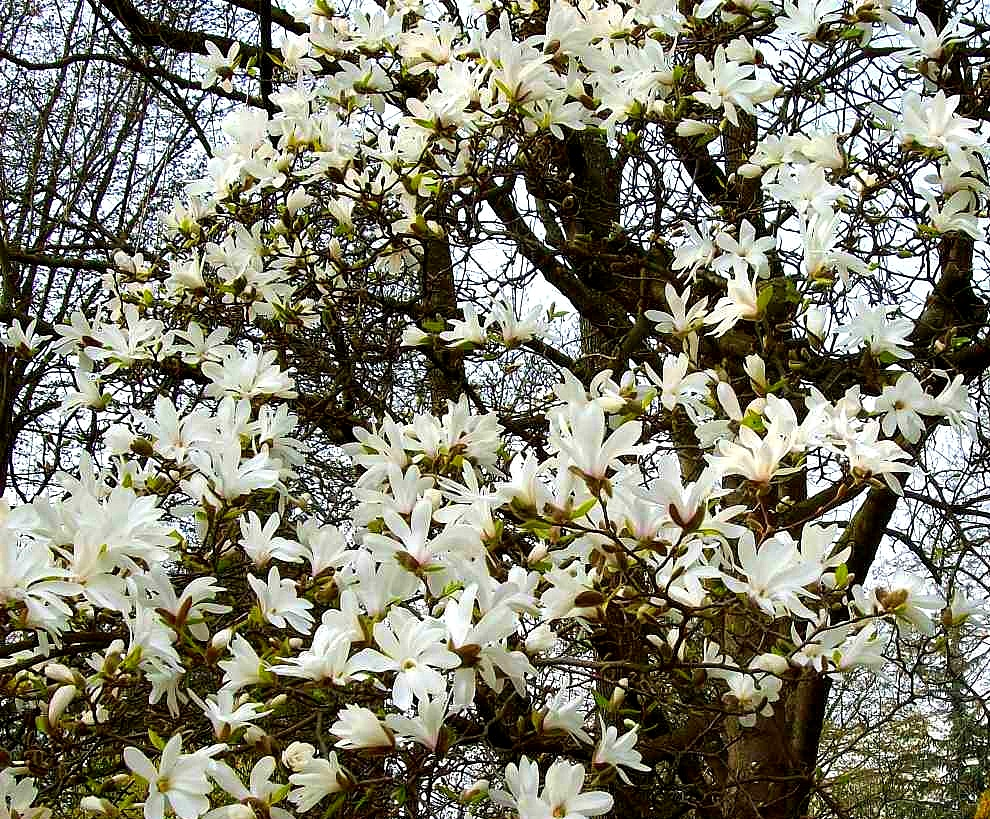
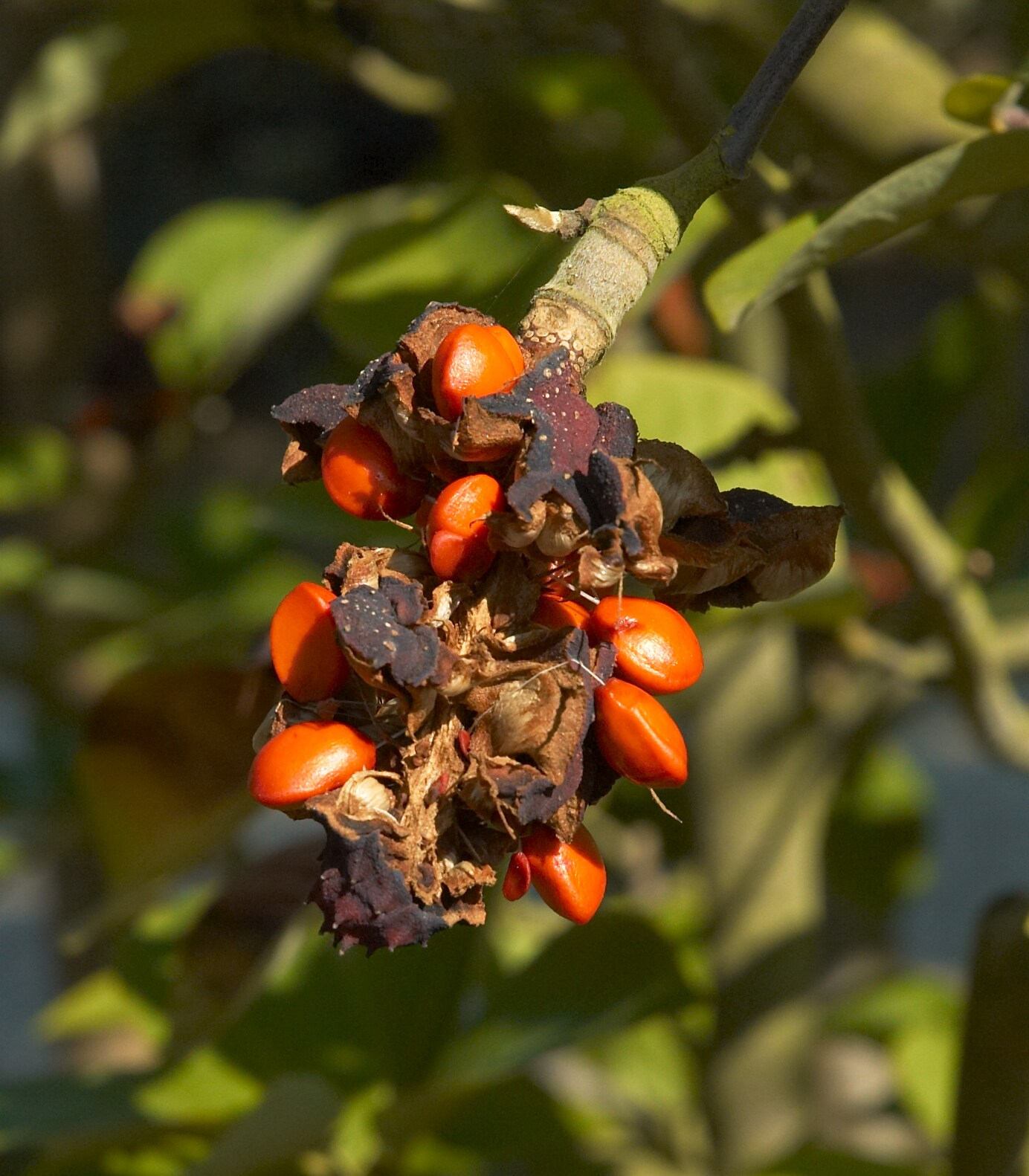